# عاطف قرني
عاطف مصطفى قرني (ولد في سنة 1978م) هو معلم وسياسي أمريكي ينتمي للحزب الديمقراطي عينه الحاكم رالف نورثام وزيرًا للتعليم في ولاية فرجينيا. هاجر مع عائلته من كراتشي في باكستان في سن العاشرة، ونشأ في مدينة باركفيل في ولاية ماريلند. وانتقل في سنة 2005م إلى مدينة ماناساس بولاية فرجينيا.